# (20337) Naeve
(20337) Naeve est un astéroïde de la ceinture principale d'astéroïdes.

## Description
(20337) Naeve est un astéroïde de la ceinture principale d'astéroïdes. Il est découvert le 21 avril 1998 à Socorro (Nouveau-Mexique) par le projet LINEAR. Il présente une orbite caractérisée par un demi-grand axe de 2,27 UA, une excentricité de 0,07 et une inclinaison de 6,0° par rapport à l'écliptique.

## Compléments